# 阿賀神社

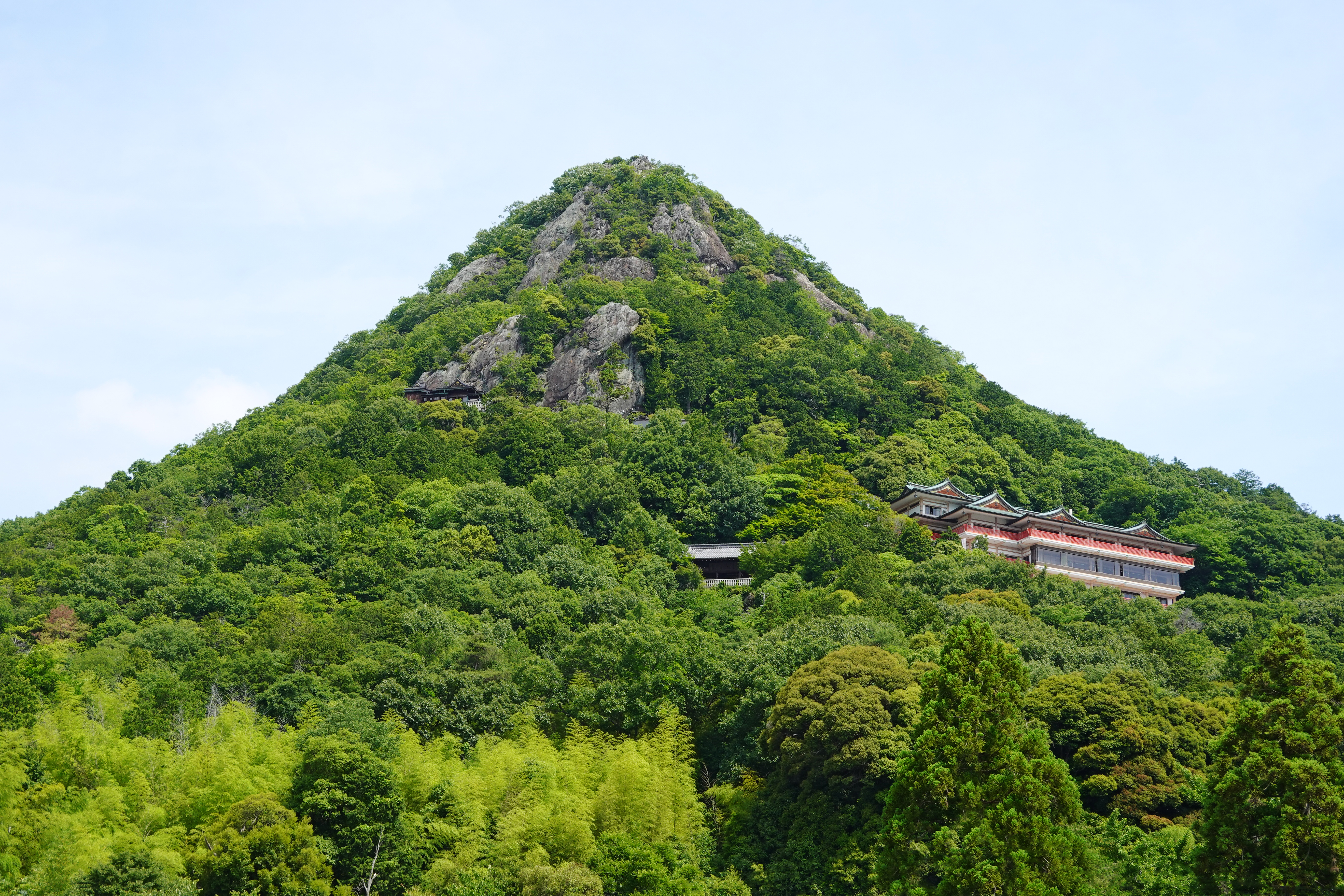
赤神山中腹に本殿、参集殿

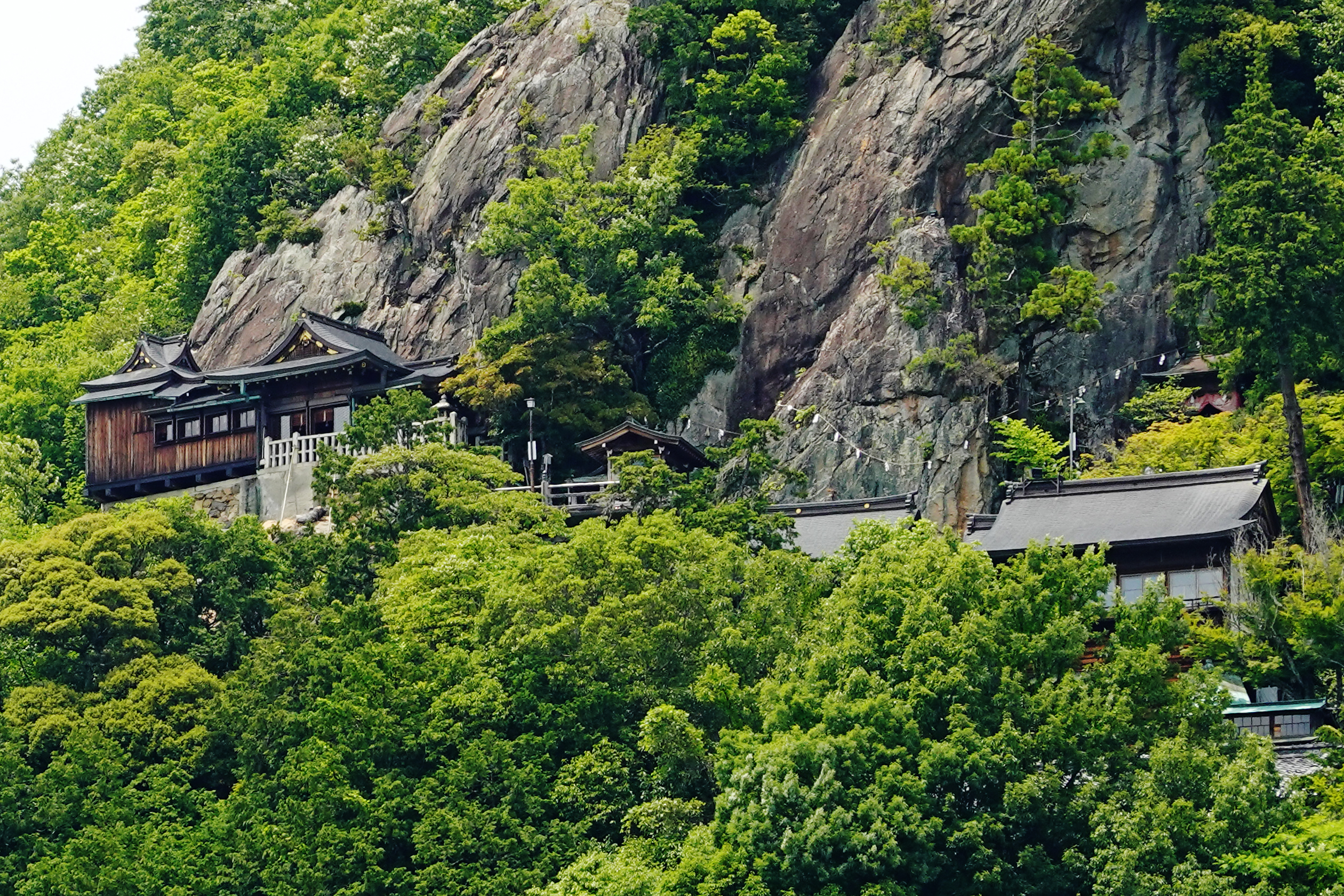
本殿、展望台、授与所

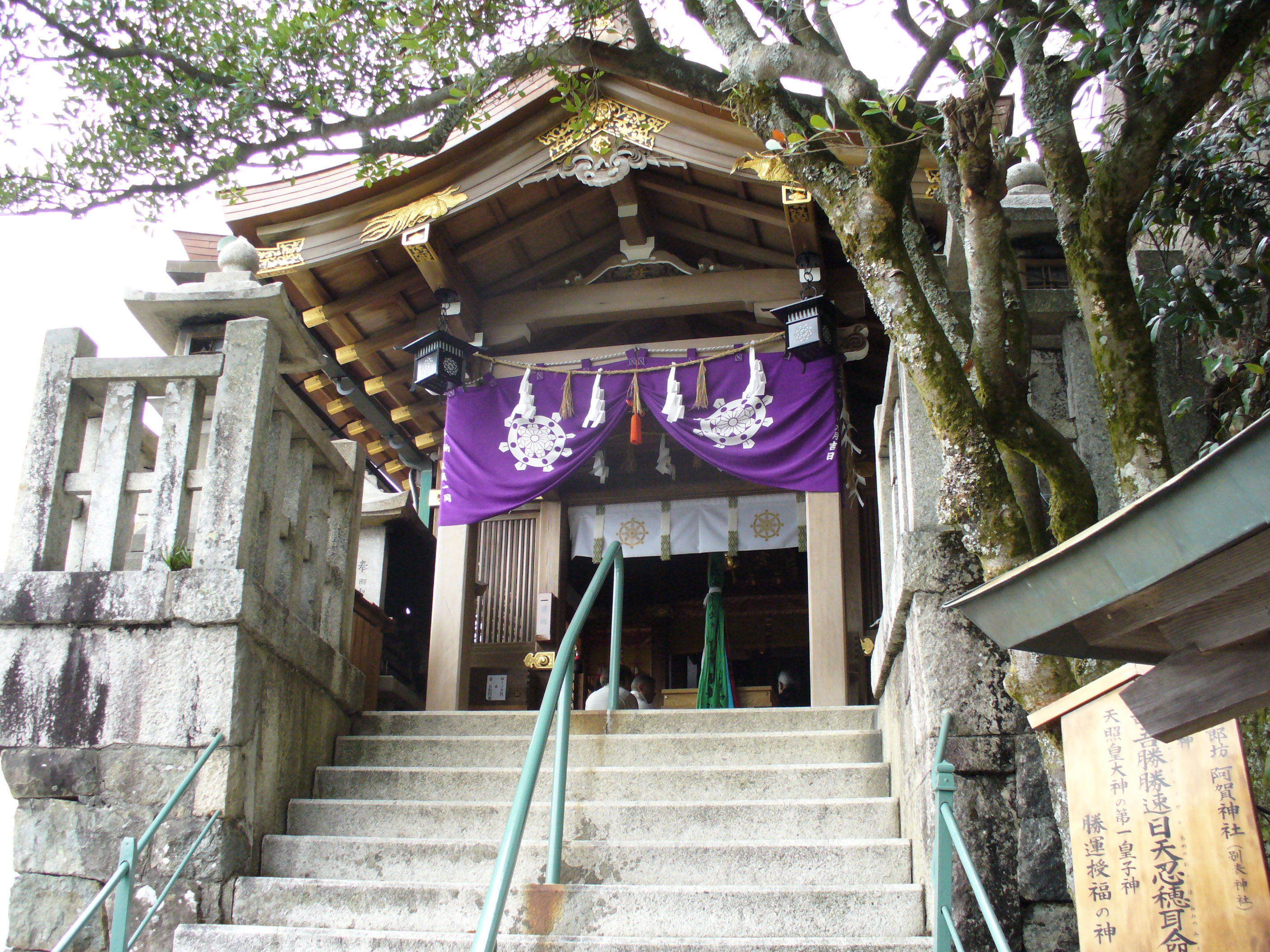
本殿

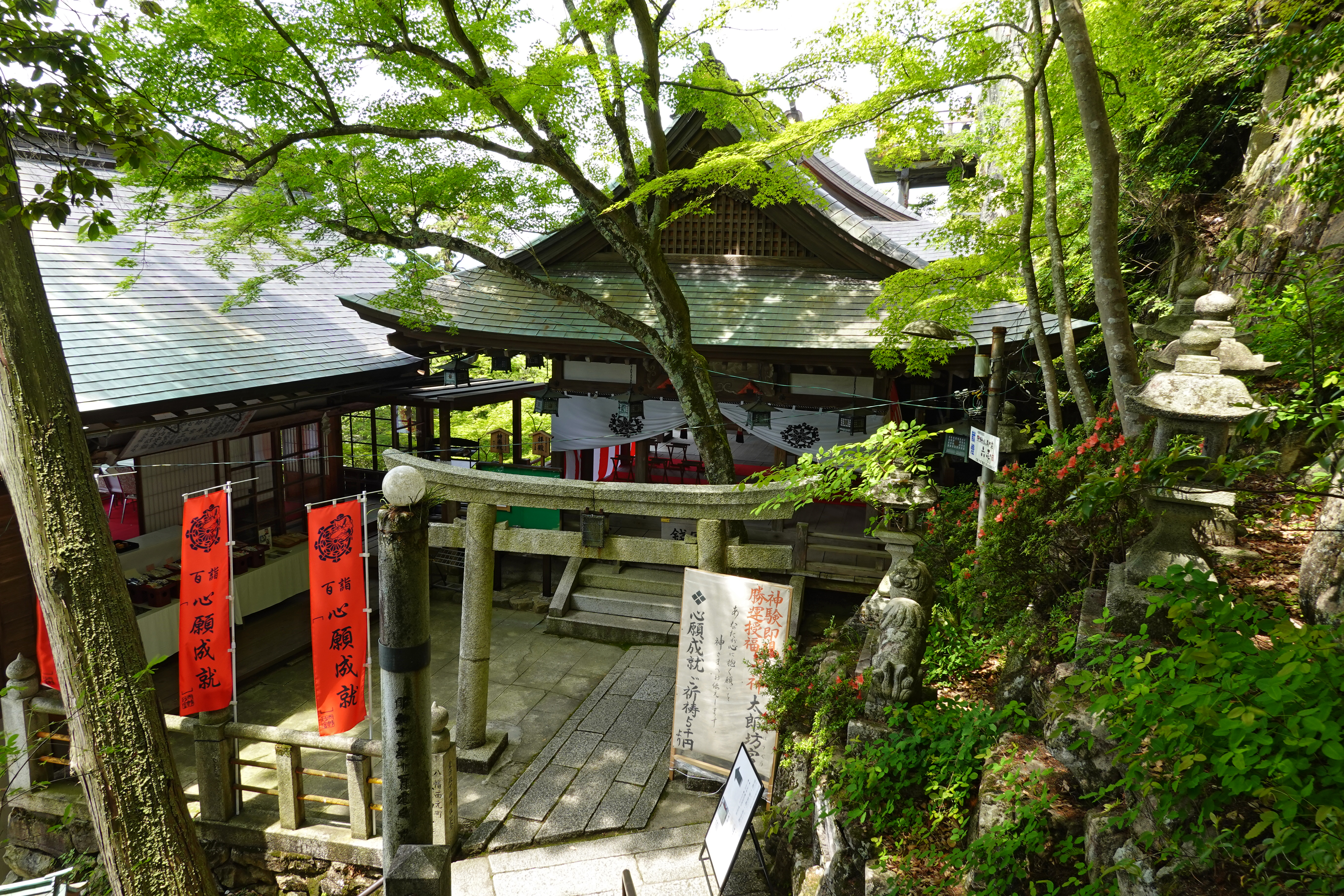
拝殿

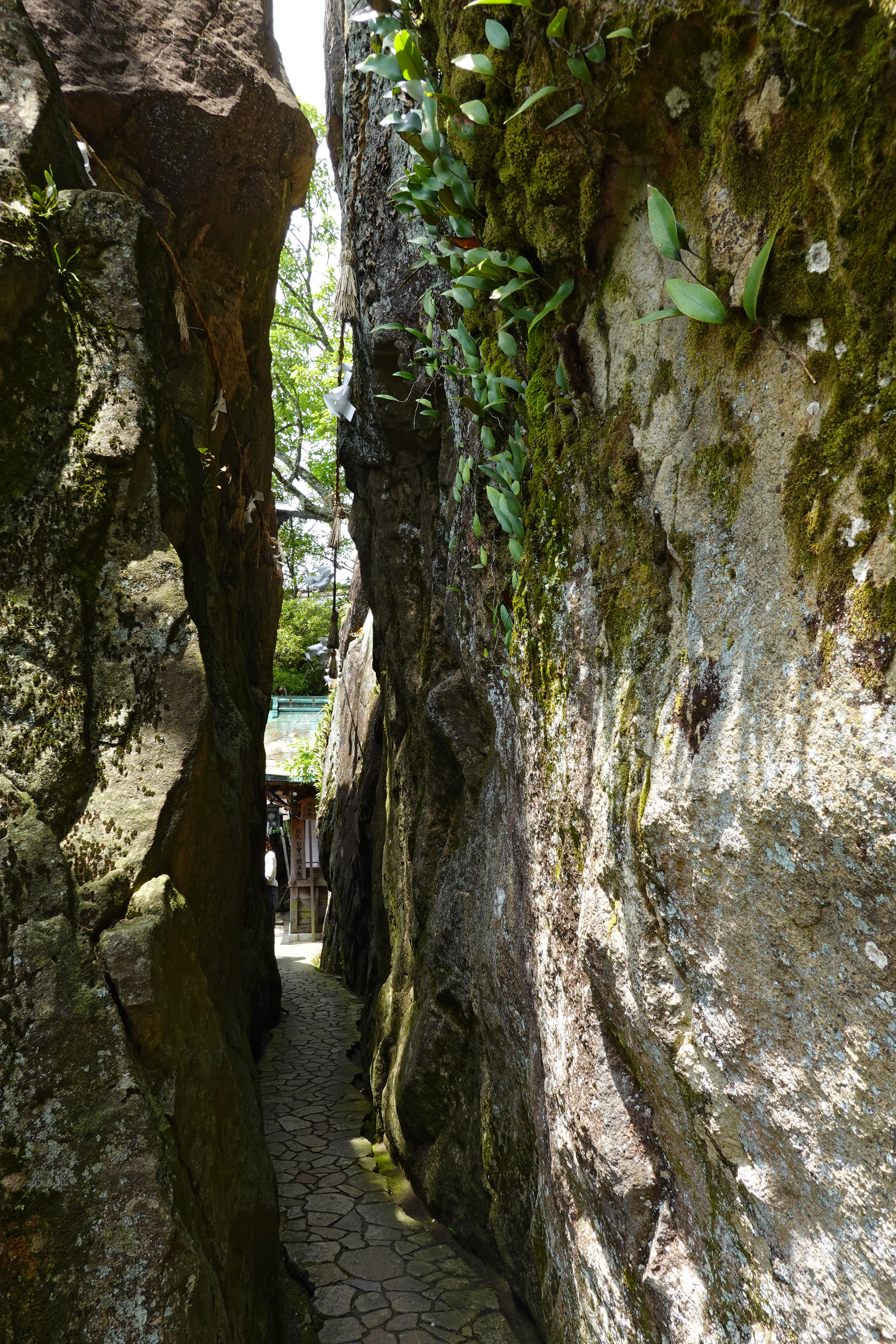
夫婦岩

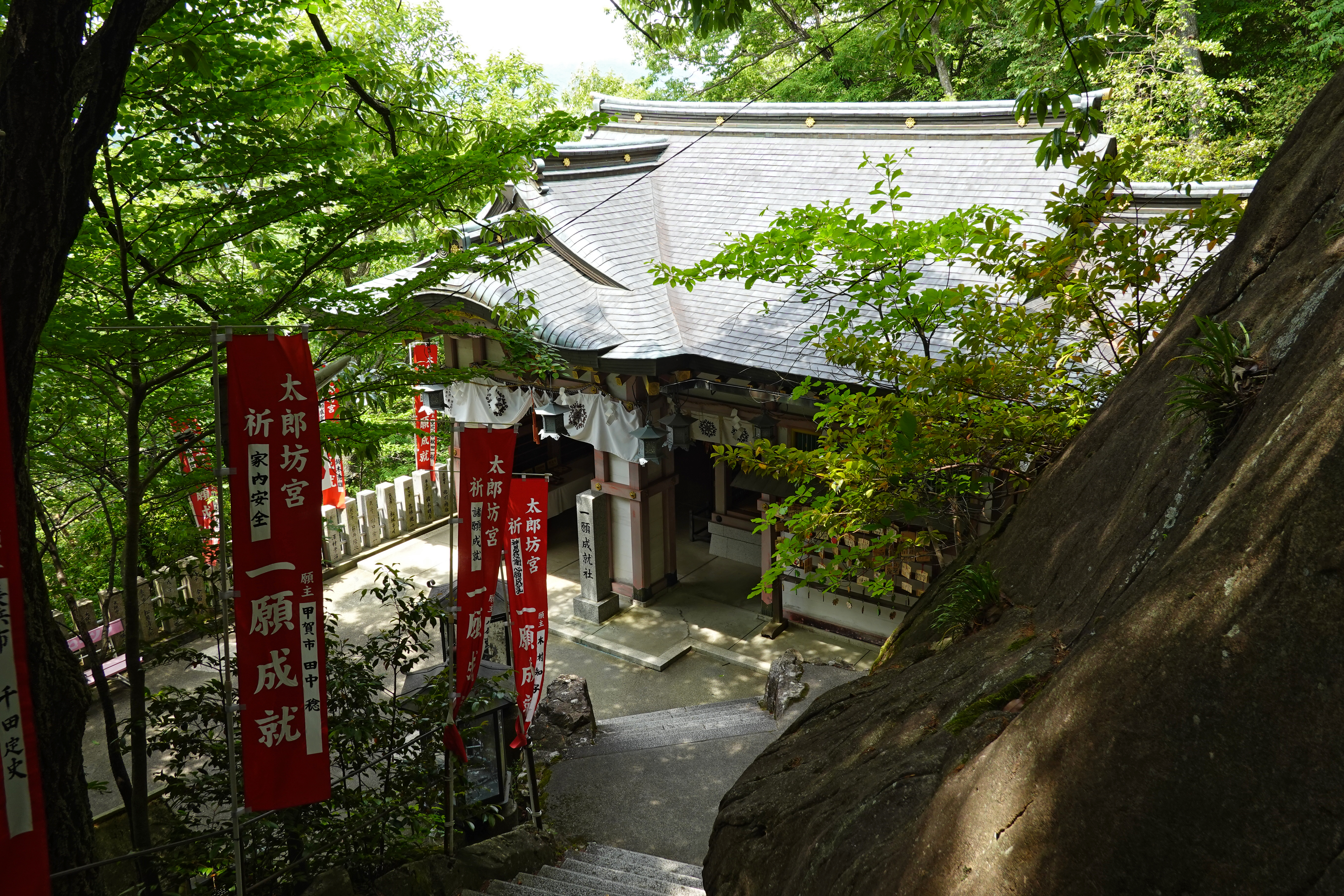
一願成就社

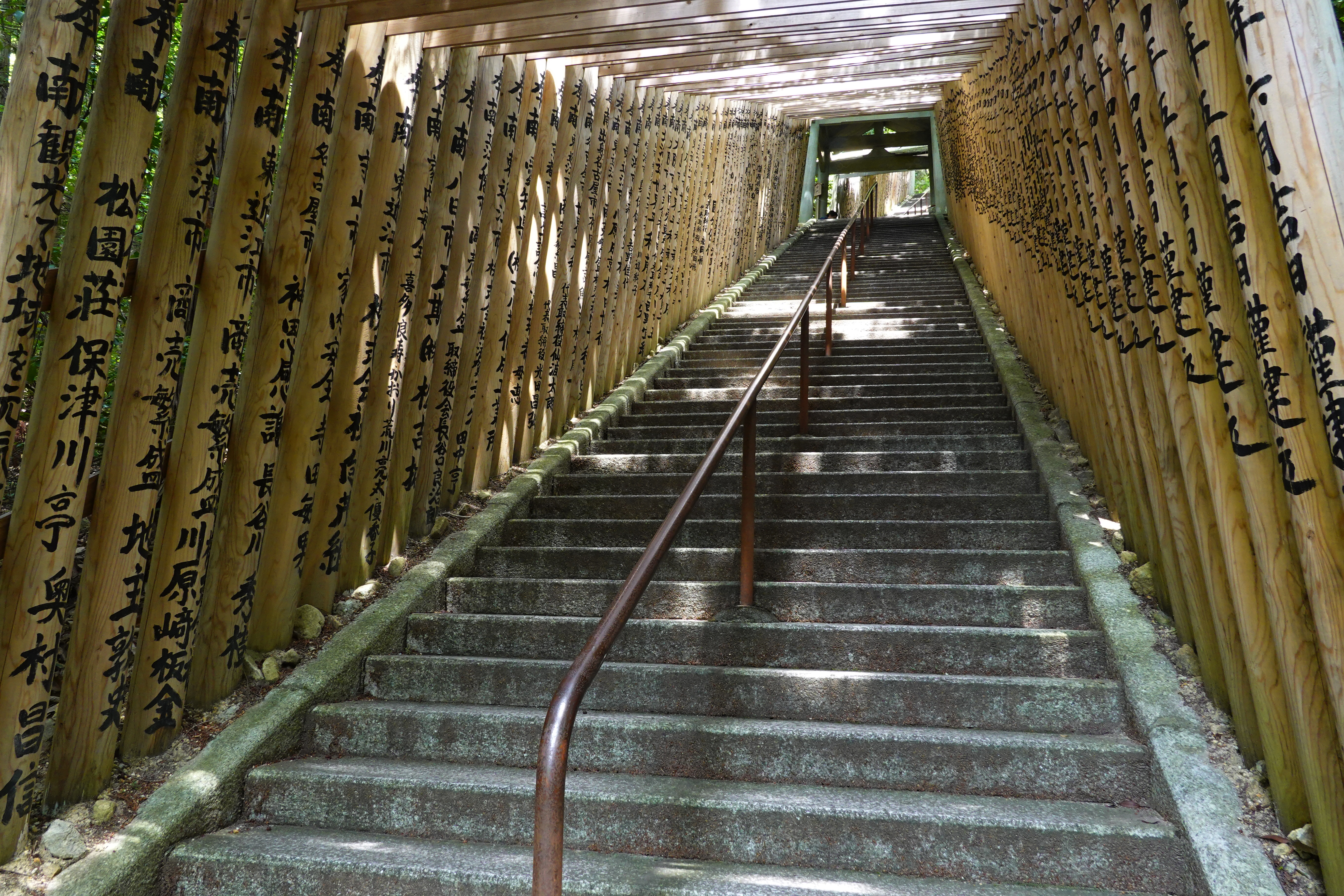
表参道

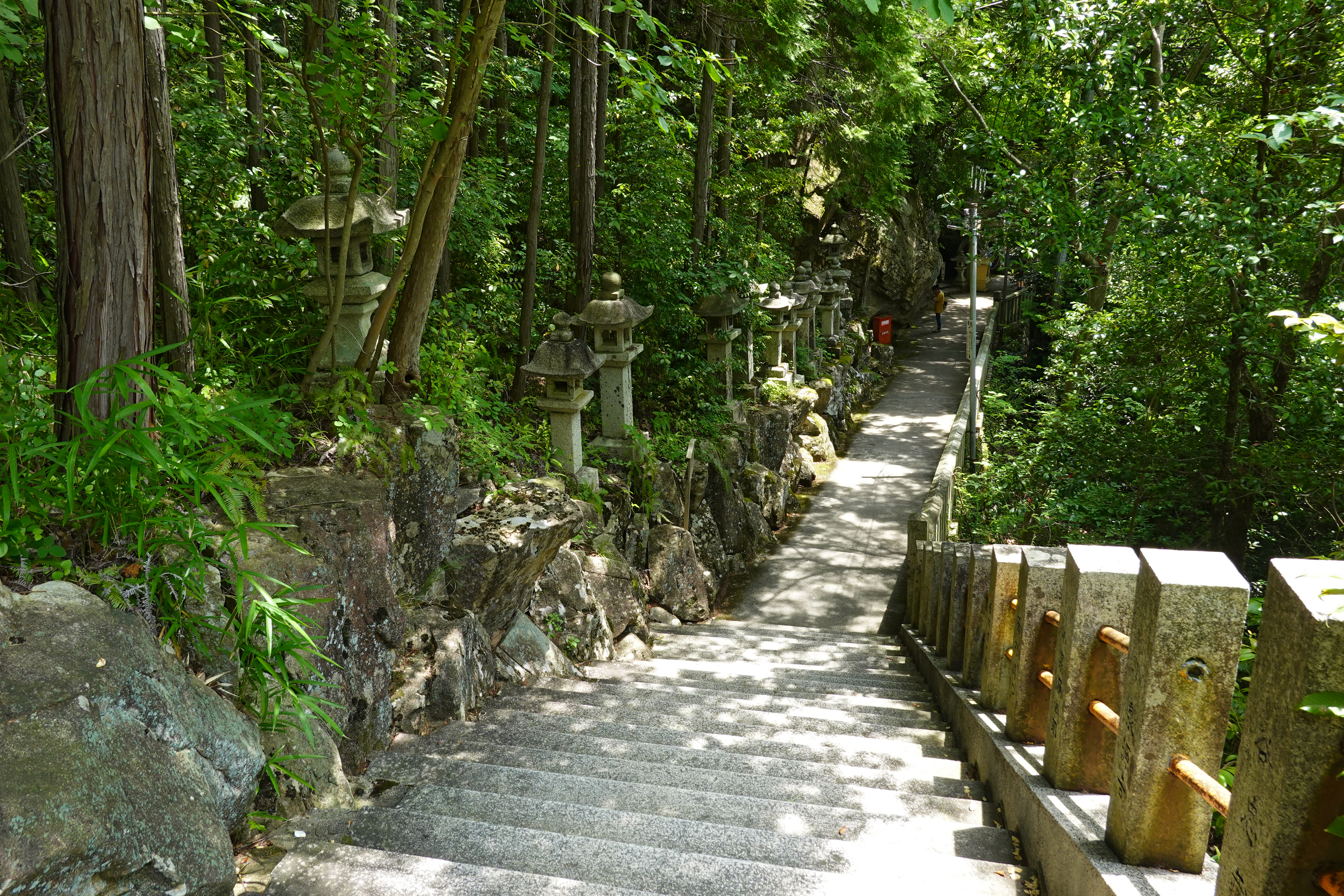
裏参道

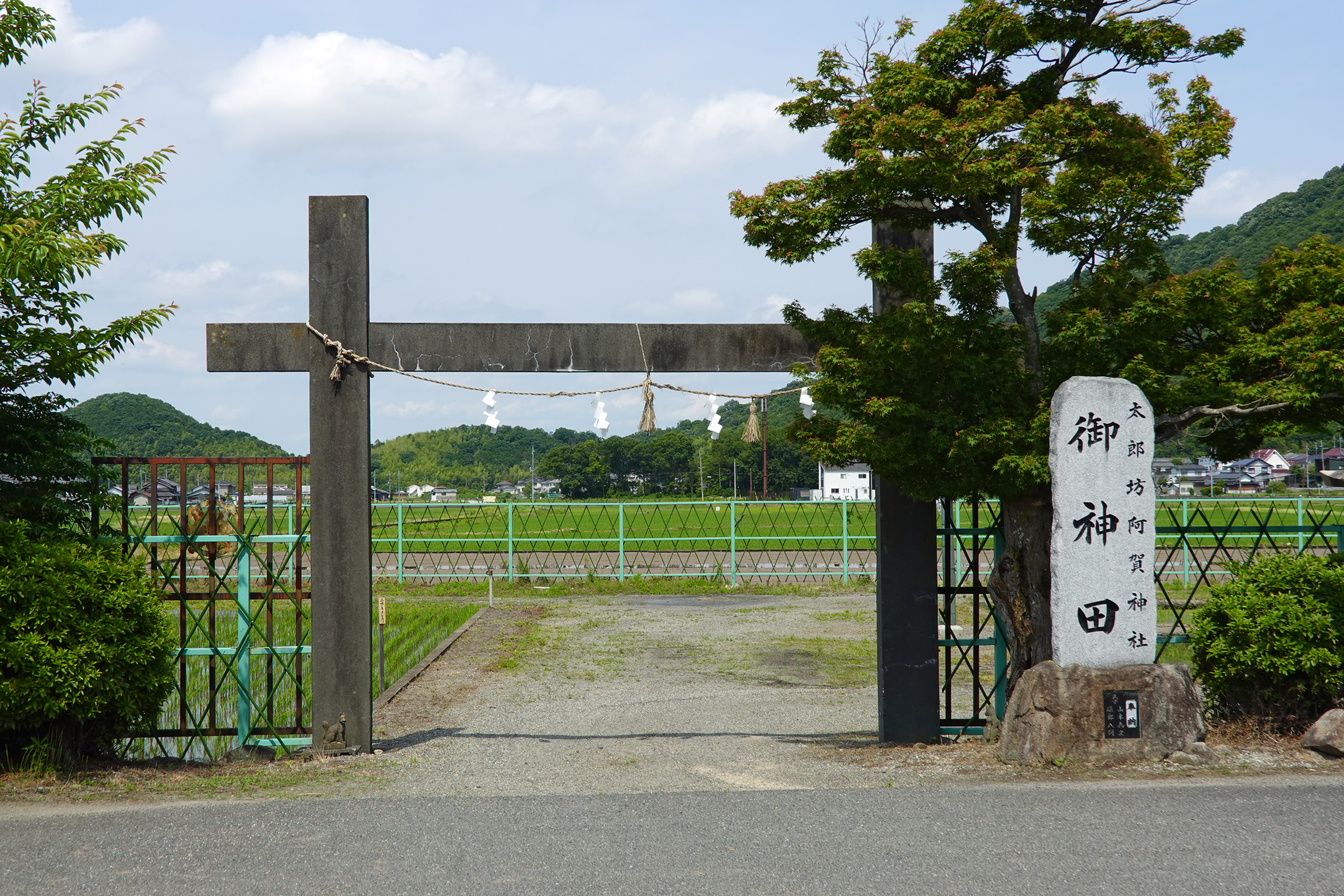
御神田

阿賀神社（あがじんじゃ）は、滋賀県東近江市小脇町にある神社。太郎坊宮（たろうぼうぐう）や太郎坊阿賀神社の通称で知られている。旧社格は村社で、現在は神社本庁の別表神社。

## 歴史

### 神仏習合
そもそもは、夫婦岩を始めとする巨岩を磐座として欽明天皇の時代には祭祀が行われていたようである。推古天皇の時代、西暦600年頃に箕作山に、聖徳太子が摂津国に建立する四天王寺で使用する瓦を焼くために瓦屋寺を創建し、ほぼ同時期に箕作山の一峯である赤神山に正哉吾勝勝速日天忍穂耳命を祀る社を建立、赤神山の名前から阿賀神社と称した。また、当地の地名は小脇というが、それは天照大御神がいつも小脇に抱えて「此の脇の子」といってかわいがっていた孫の正哉吾勝勝速日天忍穂耳命が降り立ったところであるからだという。
延暦18年（799年）、阿賀神社の神徳に感じ入った最澄が薬師如来を本尊とする成願寺を阿賀神社の神宮寺として麓に建立した。その際、修験道の大成者である役行者の兄弟子であり、赤神山に住んでいた天狗の太郎坊が（弟の次郎坊は京都の愛宕山に住む）山上に現れて、この地に一宇を建立するように最澄に告げ、山の守護神としてその建立を手助けしたという。
阿賀神社と天台宗の成願寺はやがて神仏習合し、竹中坊、上坊、松本坊、行満坊、石垣坊、大泉坊などの社殿・僧坊が50あまり建立されると、薬師如来の縁日である八日に市を開いていた八日市の町も発展していき、隆盛を極めるようになる。成願寺は阿賀神社境内の最高所に奥之院を作り、そこに太郎坊大権現像を祀るようになると、阿賀神社は成願寺の管理下に置かれて名称も両者を合わせて太郎坊宮と呼ばれるようになり、修験道の霊場になっていった。
近江源氏の佐々木成頼が麓の小脇に小脇館（近江小脇館）を構え、やがて赤神山の横にある小脇山に小脇山城を築城すると、八日市の賑わいもあって当地は近江国の中心地となっていった。
佐々木氏の嫡流である六角氏の当主近江守護六角頼綱が本拠地を金田館（金剛寺城）に移し、さらに応仁の乱の頃に六角高頼が繖山の観音寺城に居城を移しても、当地の重要性は変わらなかった。しかし、永禄11年（1568年）に足利義昭を担いで上洛を敢行する織田信長とそれを迎え撃つ六角義賢との合戦に巻き込まれて炎上した。その後、荒廃した太郎坊宮には、後に信長を千種街道で狙撃する杉谷善住坊・三木大学とその一味が住んでいたという。

### 神仏分離
阿賀神社はほどなくして再建されたが、成願寺は遅れて江戸時代の寛永17年（1640年）に宝寿院行承と弟子の祐盛が本堂と鐘楼を建立してようやく復興した。だが、僧坊の復興はかつてほどではなかった。しかし、延宝年間（1673年 - 1681年）になり、成願寺と村人が赤神山一帯の入会地をめぐって争い、成願寺が村人を幕府に訴える事件が起きた。以後70年あまりの間、両者はいがみ合い続けたがついに村人側が勝訴した。
その結果、阿賀神社の神主は村人・氏子が一年ごとに新しく任命し派遣する当番神主制が採用され、ここに阿賀神社は成願寺の管理下から離れることとなった。宝暦3年（1753年）、成願寺は奥之院にあった太郎坊大権現像の他にいくつかの仏教関係の宝物を麓の成願寺本堂に移して太郎坊大権現と称し、阿賀神社は成願寺の奥之院を新たに阿賀神社の本殿に改め、太郎坊宮と称するようになった。ここに、いまだ神仏習合の形態ではあるが阿賀神社と成願寺は分かれる事となった。
1868年（明治元年）、神仏分離によって阿賀神社と成願寺は完全に分離し、1872年（明治5年）には修験道が廃止され、1876年（明治9年）になって太郎坊宮という名称は規制を受け、正式名称を阿賀神社とした。だがしばらくすると太郎坊宮という名称は通称として使われるようになった。なお、当社は村社に列せられている。
1909年（明治42年）、近隣10社の神を相殿に祀り、1924年（大正13年）には本殿の改築を行っている。
太平洋戦争後、神社本庁の別表神社に加列されている。
1962年（昭和37年）、麓から成願寺境内を通って阿賀神社に至る石段の参道しかなかったところ、陸上自衛隊の手によって自動車で成願寺経由で阿賀神社にまで直接行ける太郎坊産業道路が作られる。後に道は瓦屋寺にまで伸ばされた。
2007年（平成19年）、東近江市が選出した東近江八景に選ばれる。2013年（平成25年）、夫婦岩が東近江市の天然記念物に指定される。

## 付近の阿賀神社との関係
太郎坊宮で有名な阿賀神社の近くにも同名の神社が存在し、この神社は境内の巨石群を通して赤神山の神を巡拝したという説がある。
太郎坊宮の見解としては赤神山を神聖視し付近で祭りを行っていたものが後に神社に発展したのではないかとのこと。

## 祭神
- 主祭神 - 正哉吾勝勝速日天忍穂耳命
- 相殿神 - 蛭子大神、天満大神、大将軍大神、日吉大神、十禅師大神、清水大神、五社大神（天皇宮・十禅師権現宮・神明宮・岩神宮・八幡宮）

## 境内
- 本殿（登録有形文化財） - 宝暦3年（1753年）再建。銅板葺で権現造向拝付、元は成願寺奥之院。参拝所が接続している。前に懸造りの舞台がある。
- 参拝所（登録有形文化財） - 1924年（大正13年）建立。
- 舞台（登録有形文化財） - 1880年（明治13年）築。1948年（昭和23年）改修され、床のみコンクリート製となった。
- 授与所（登録有形文化財） - 明治時代中期の建立。
- 夫婦岩（東近江市指定天然記念物） - 本殿の前にある。山側を男岩、谷側を女岩という。幅80cmの参道が12ｍ続く。神の神通力によって開かれたと伝えられ、悪心のある者が間を通ると挟まれるとされる。また、天狗が住んでいるともいわれる。
- 腰掛岩 - 源義経が鞍馬寺から陸奥国平泉の藤原秀衡のもとに赴く際に当地に立ち寄り、この岩に腰を下ろしたといわれる。源氏の再興と戦勝を祈願した。
- 火防の稲荷 - 二見神社・十二社神社。
- 赤神山稲荷社
- 赤神山愛宕社
- 拝殿（登録有形文化財） - 江戸時代末期の再建。
- 神楽殿（登録有形文化財） - 明治時代中期の再建。
- 永安殿（登録有形文化財） - 1907年（明治40年）建立。旧社務所。
- 龍神社（手水舎、登録有形文化財） - 祭神：龍神。1911年（明治44年）再建。
- 長楽殿（登録有形文化財） - 1930年（昭和5年）建立。講堂。
- 祭器庫（登録有形文化財） - 1938年（昭和13年）建立。
- 参集殿 - 1973年（昭和48年）に作られた4階建ての社務所・休憩所・研修道場。
- 地主社
- 七福神石像
- 一願成就社 - 願かけ殿。
- 夢神社
- 天狗像
- 役行者像
- 紫微社
- 赤神山不動明王
- 不動明王拝所（登録有形文化財） - 1930年（昭和5年）建立。
- 絵馬殿（登録有形文化財） - 1925年（大正14年）再建。
- 祈祷殿 - 本殿の御分霊を祀る。
- 中門（登録有形文化財） - 1934年（昭和9年）再建。

## 文化財

### 登録有形文化財
- 本殿
- 参拝所
- 舞台
- 授与所
- 拝殿
- 神楽殿
- 永安殿
- 長楽殿
- 祭器庫
- 手水舎
- 銅鳥居 - 1957年（昭和32年）建立。
- 絵馬殿
- 不動明王拝所
- 中門
- 一の鳥居 - 1894年（明治27年）再建。

### 東近江市指定天然記念物
- 太郎坊阿賀神社の夫婦岩

## 祭事
- お火焚大祭：毎年12月第１日曜日[2]。

## 交通アクセス
- 近江鉄道 八日市線（万葉あかね線）太郎坊宮前駅から徒歩12分（麓まで）、同線新八日市駅から徒歩18分